# Böswillige Schenkung
Eine böswillige Schenkung ist eine lebzeitige Schenkung eines Erblassers in der Absicht, einen Vertragserben zu beeinträchtigen. Der durch diese Schenkung beeinträchtigte Erbe kann nach dem Tod des Erblassers die Herausgabe des Geschenks verlangen (§ 2287 BGB).

## Hintergrund des § 2287 BGB
Ein Erbvertrag bewirkt nur eine schuldrechtliche Bindung des Erblassers. Sein Recht, zu Lebzeiten über sein Vermögen frei zu verfügen, wird dadurch nicht beschränkt (§ 2286 BGB). Der Vertragserbe wird aber vor beeinträchtigenden Schenkungen des Erblassers durch das Gesetz geschützt (§ 2287 BGB). Der Schutz geht jedenfalls so weit, als solche Schenkungen des Erblassers in der Absicht vorgenommen sind, den Erbanwärter zu beeinträchtigen. Das ist der Fall, wenn kein lebzeitiges Eigeninteresse des Erblassers an der Schenkung besteht.
Die Regelung ist nach ständiger Rechtsprechung des Bundesgerichtshofs auf wechselbezügliche letztwillige Verfügungen eines gemeinschaftlichen Testaments (Berliner Testament), das nach dem Tod des erstverstorbenen Ehegatten unwiderruflich geworden ist, entsprechend anzuwenden.

## Beispiel
Die verheirateten Eltern haben einen Erbvertrag abgeschlossen oder ein Berliner Testament errichtet, in dem sie sich gegenseitig zu Alleinerben einsetzen. Für den Tod des länger lebenden Ehegatten ist verfügt, dass eines der beiden Kinder (Viktor) am Schluss Alleinerbe des Witwers oder der Witwe sein soll. Das zweite Kind (Otmar) wurde bereits zu Lebzeiten abgefunden und hat einen Erb- und Pflichtteilsverzicht erklärt. Die Mutter als Alleinerbin ihres verstorbenen Mannes überträgt gleich nach dem Tod ihres Mannes das Haus (ohne lebzeitiges Eigeninteresse), an das zweite Kind Otmar, der eigentlich schon zu Lebzeiten abgefunden war. Hier liegt eine böswillige Schenkung vor, weil die Mutter ihre Verfügungsmacht missbraucht. Das Kind Viktor, das im Erbvertrag als alleiniger Schlusserbe vorgesehen war, kann von seinem Bruder Otmar verlangen, dass das von der Mutter auf Otmar übertragene Haus auf ihn überschrieben wird.

## Rechtsfolge
Das Gesetz sieht in § 2287 BGB zwar nicht die Unwirksamkeit der Schenkung vor, gibt dem Vertragserben aber einen Anspruch auf Herausgabe des Geschenks nach den Vorschriften über die Herausgabe einer ungerechtfertigten Bereicherung. Der Anspruch gehört nicht zum Nachlass, sondern steht jedem Erben entsprechend seiner Erbquote gegen den Beschenkten persönlich zu. § 2287 BGB enthält eine Rechtsfolgenverweisung in das Bereicherungsrecht (§§ 818–821 BGB), der Anspruch verjährt in drei Jahren vom Erbfall an. Die Herausgabe des Geschenks kann gemäß § 2287 BGB auch von einem Dritten, der den Gegenstand unentgeltlich vom Beschenkten erlangt hat, unter den Voraussetzungen des § 822 BGB verlangt werden.

## Ausnahmen
Der Herausgabeanspruch besteht nicht, wenn der verstorbene Ehegatte dem Überlebenden das Recht eingeräumt hat, den Schlusserben beeinträchtigende Verfügungen zu treffen. Eine solche Freistellung im Testament ist zulässig. Auch liegt keine Beeinträchtigung des Vertragserben vor, wenn die Schenkung durch seinen Pflichtteil abgedeckt ist oder die Schenkung aus einem eigenen Interesse des Schenkers erfolgte, das der Vertragserbe anerkennen muss.